# Trankwilina

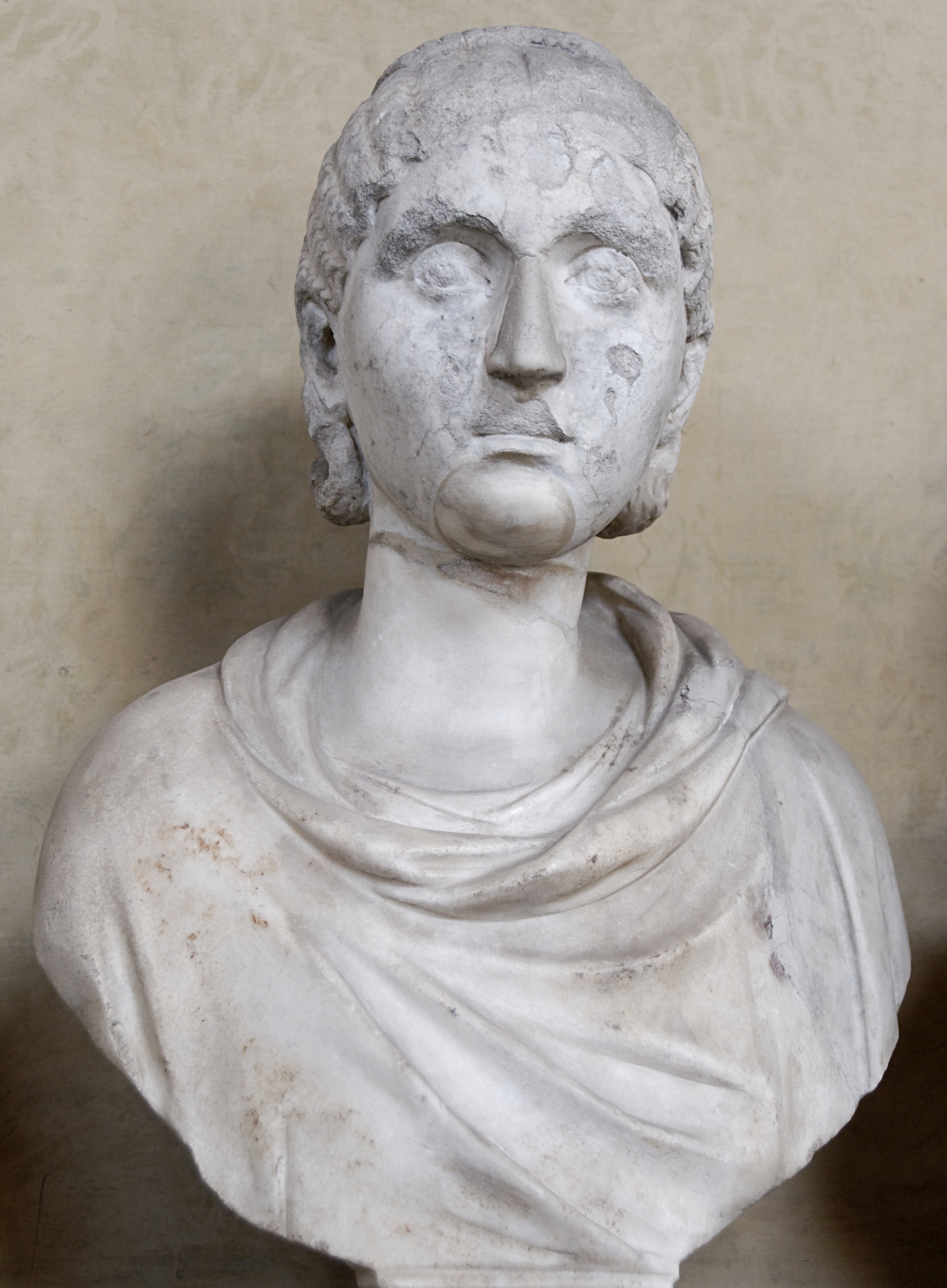
Rzeźba portretowa z Muzeum Chiaramonti (Watykan)

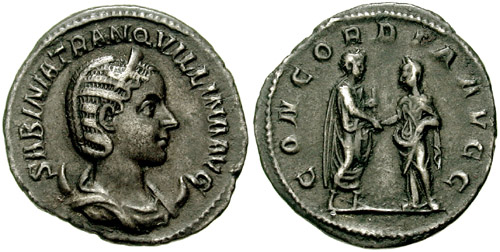
Moneta wybita w 241 r. z okazji zaślubin z Gordianem – antoninian typu CONCORDIA AVGG(ustorum), symbolizujący jedność pary cesarskiej

Trankwilina, Furia Sabinia Tranquillina (ur. ok. 225, zm. po 244) – cesarzowa rzymska i małżonka cesarza Gordiana III Piusa.
Była córką Tymezyteusza (lub Tymizyteusza, Gaius Furius Sabinus Aquila Timesitheus) urodzoną z żony nieznanego imienia. Po awansowaniu ojca na prefekta pretorianów (dowódcę gwardii cesarskiej) w 241, w maju tegoż roku poślubiła 16-letniego cesarza, natychmiast uzyskując tytuł augusty. Małżeństwo to uważane jest za dowód ścisłego politycznego powiązania Tymezyteusza z młodocianym władcą oraz odpowiednich zalet jego córki predestynujących ją do najwyższej godności. Z zapisów Fratres arvales wynika, iż związek ten podyktowany był głównie koniecznością zapewnienia potomstwa wraz z  przedłużeniem cesarskiego rodu jako próbą utrwalenia dynastii Gordianów. Materialne potwierdzenie tego wydarzenia stanowią specjalne emisje monet złotych i srebrnych dokonane z tej okazji.
Autorzy starożytni nie poświęcili jej większej uwagi. Juliusz Kapitolinus, który w biografii młodego cesarza poświęca jej ojcu wiele miejsca, o niej wspomina zaledwie mimochodem, nawet nie wymieniając imienia: „...Młody Gordian, zanim wyruszył na wojnę, pojął za żonę córkę uczonego męża, Timisiteusa...”. Dwa inne, późniejsze źródła (czerpiące zasadniczo z wiedzy poprzedników) w swych równie lakonicznych wzmiankach nie dodają nic istotnego. Eutropiusz jedynie zauważa, iż Gordian „był jeszcze chłopcem, gdy pojął w Rzymie za żonę Trankwilinę”. Zosimos z kolei pobieżnie tylko nadmienia, że młody władca awansując Timezyklesa „bierze jego córkę za żonę”. Pod względem politycznym małżeństwo to niewątpliwie miało też za cel uzależnienie niedorosłego cesarza od potężnego prefekta.
Do poszerzenia tej wiedzy nic nie wnosi kilka zachowanych prowincjonalnych inskrypcji łacińskich i greckich. Potwierdzać jedynie mogą one znany fakt sympatii i życzliwego stosunku Rzymian zarówno do pary cesarskiej, jak i samej Trankwiliny. Odkryta w Anglii inskrypcja oddziału jazdy (ala) o symbolicznie wymownej nazwie Augusta Gordiana, ma charakter wotum za pomyślność cesarza i jego małżonki. Z kolei w pochodzących od niższych urzędników dwóch napisach z Rzymu cesarzowa określana jest szczególnie zaszczytnym mianem sanctissima augusta.
Wysunięte dawniej przypuszczenie, że udała się wraz z małżonkiem na Wschód, towarzysząc mu w wyprawie wojennej, nie znalazło nigdzie wiarygodnego potwierdzenia i oparte być może jedynie na obfitych emisjach monet prowincjonalnych poświęconych cesarzowej, a w inny sposób trudnych do wytłumaczenia. Dodatkowy dowód stanowiłaby emisja w Antiochii monet typu Concordia Augg[ustorum].
Po przedwczesnym zgonie cesarza (prawdopodobnie zgładzonego) w trakcie kampanii perskiej, los jej pozostaje nieznany, podobnie jak dokładny czas śmierci; wiadomo jedynie, że przeżyła swego małżonka. Ze związku z Gordianem nie miała dzieci; zapewne dlatego jako bezpotomna nie padła ofiarą cesarskich następców. Domniemanie, iż w 244 narodziła się jako pogrobowiec córka (Furia), pozbawione jest dostatecznie bezspornych podstaw. Również dotyczący dalszych jej losów śmiały wywód genealogiczny Ch. Settipani nadal może budzić wątpliwości.

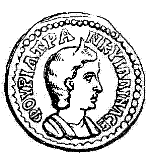

Zachowało się bardzo niewiele podobizn cesarzowej, na podstawie których można poznać jej prezencję i wygląd. Należy do nich przede wszystkim okazałe popiersie marmurowe z watykańskiego Muzeum Chiaramonti, inne – w zbiorach British Museum oraz znacznie zbliżona do niego, uszkodzona głowa marmurowa, którą przypisuje się Trankwilinie, pochodząca z Poggio Sommavilla (Lacjum), a obecnie znajdująca się w stołecznym Museo Nazionale Romano. Wszystkie one przedstawiają młodą kobietę nacechowaną wewnętrznym spokojem, o bezpretensjonalnym wyglądzie, w charakterystycznym uczesaniu z epoki, i tym samym zasadniczo pokrywają się z wyobrażeniami portretowymi na monetach.
Trankwilina lepiej bowiem znana jest z materiału numizmatycznego, choć w mennicach cesarskich wybito w jej imieniu stosunkowo nieliczne typy monet (dwa antoniniany, dwa denary, kilka brązów i kwinar). Zaskakująco obfite są za to emisje prowincjonalne, głównie pochodzące z miast Azji Mniejszej, co najpewniej ma związek z przemarszem wojsk Gordiana uczestniczących w kampanii perskiej.